# TKKG – Das Geheimnis um die rätselhafte Mind-Machine
TKKG – Das Geheimnis um die rätselhafte Mind-Machine ist ein deutscher Kinderfilm des Regisseurs Tomy Wigand aus dem Jahr 2006 und der zweite Kinofilm, welcher auf der Jugendbuch-Reihe TKKG basiert.

## Handlung
Die beiden 13-jährigen Kinder Martin und Claudia verschwinden spurlos, nachdem sie sich am Abend an einem Flussufer getroffen hatten. Bei den Tätern treffen sie auf das vorherige Entführungsopfer, den 10-jährigen Benjamin vom Schiller-Gymnasium.
Kevin Sudheim, der Gewinner des Wettbewerbs Jugend forscht, hat eine sogenannte Mind-Machine erfunden, einen Indoktrinator für eine Hypnoschulung. Als er seine Erfindung im Internat Felsenstein vor den Schülern präsentieren soll, bricht er seine Rede ab und verhält sich seltsam. Kevins Freundin Nadine verschwindet nach der Präsentation ebenfalls. Bald stellt sich heraus, dass alle von einer Gruppe entführt wurden, deren Anführer der Fernsehmoderator Weltmann ist. Die Gruppe, zu der auch seine Assistentin Eleonora und Hackspecht gehören, führt mit den entführten Kindern Experimente mit Kevins Mind-Machine durch, die durch elektrische Stimulation die Leistungsfähigkeit des Gehirns steigern sollen.
Tim, Karl, Klößchen und Gaby brechen in das Haus von Kevin ein. Als sie dort einen Prototyp einer neuen Mind-Machine vorfinden, rufen sie ihren Lehrer Manek an und berichten davon. Als kurz darauf die Mind-Machine wieder verschwunden ist, verdächtigen sie ihren Lehrer Manek, hinter dem Ganzen zu stecken, worauf Karl den Computer ihres Lehrers mit einem Trojaner ausspioniert. Die Verdächtigungen gegenüber ihrem Lehrer stellen sich jedoch als haltlos heraus. Über den Firmennamen HS Security des am Tatort gesehenen schwarzen Lieferwagens gelingt es ihnen, der Gruppe auf die Spur zu kommen und alle Kinder zu befreien.

## Hintergrund
Die Dreharbeiten begannen am 13. August 2005 und endeten am 24. Oktober 2005. Gedreht wurde in München, Tutzing, Neubeuern und Wasserburg. Der Film wurde vom FilmFernsehFonds Bayern (FFF Bayern) mit einer Million Euro, von der Filmförderungsanstalt (FFA) mit 700.000 Euro und vom Bayerischer Bankenfonds (BBF) mit 200.000 Euro gefördert, darüber hinaus wurde er von der BKM Filmförderung des Bundes unterstützt.
Für Blinde wurde eine Hörfilmfassung produziert. Die Bildbeschreibungen werden von Katja Schild gesprochen.
Die Uraufführung fand am 17. September 2006 in München statt. Bundesweiter Kinostart war am 28. September 2006. In den deutschen Kinos wurden insgesamt 370.051 Besucher gezählt.

## Kritiken
„[J]ene "Mind-Machine" [erinnert] zwar in ihrer Optik eher an Daniel Düsentriebs Denkerkappe als an Science-Fiction, gleichzeitig soll aber ein Bedrohungspotenzial in Sachen Gehirnwäsche vom Kaliber "Uhrwerk Orange" aufgebaut werden. Davon abgesehen, dass vielen Zuschauern der jungen Zielgruppe dieser Problemkontext eher fremd bleiben dürfte, bringt der Film die Ebenen von behüteter Pubertät und Verbrechen nie stimmig zusammen. Da richten einige bemühte Action-Einlagen (vermummte Motorradfahrer, die in Slomo aus einem LKW rasen) so wenig aus wie die passabel agierenden Darsteller.“

„Diese Adaption […] versucht nun, die angestaubte Reihe mit Hip-Hop-Beats und Fantasy-Elementen aufzumotzen. Das mag zwar dem Geschmack des Zielpublikums entsprechen, Hörspiel-Nostalgiker indes werden sich mit Grausen abwenden. Genauso wie von dem moralinsauren Ende, dem eine harmlose, für Kinder jedoch etwas zu langatmig erzählte Krimi-Geschichte […] gegenübersteht.“

„Die zweite Kinoverfilmung der Geschichten der beliebten TKKG-Kinderkrimireihe leidet unter der mitunter allzu altbackenen Inszenierung. Zudem wird das Zielpublikum mit filmgeschichtlichen Anspielungen überfordert und das eigentliche Potenzial der Geschichte nicht ausgeschöpft.“

## Auszeichnungen
Svea Bein gewann den Filmpreis für Nachwuchsschauspieler Undine Award 2007 als Beste Filmdebütantin.